# Wang Youxin
Wang Youxin (* 6. April 1985) ist ein ehemaliger chinesischer Sprinter, der sich auf den 400-Meter-Lauf spezialisiert hat.

## Sportliche Laufbahn
Erste Erfahrungen bei internationalen Meisterschaften sammelte Wang Youxin im Jahr 2009, als er bei den Hallenasienspielen in Hanoi mit 49,26 s im Halbfinale über 400 Meter ausschied. Kurz darauf gewann er bei den Asienmeisterschaften im heimischen Guangzhou mit der chinesischen 4-mal-400-Meter-Staffel in 3:06,60 min gemeinsam mit Jie Zhou, Cui Haojing und Liu Xiaosheng die Silbermedaille hinter dem japanischen Team gewann. Im Juni 2010 beendete er dann seine aktive sportliche Karriere im Alter von 25 Jahren.

## Persönliche Bestzeiten
- 400 Meter: 46,35 s, 17. Oktober 2005 in Nanjing
  - 400 Meter (Halle): 48,40 s, 23. Februar 2004 in Peking